# Струмяни (Західнопоморське воєводство)
Струмяни (пол. Strumiany) — село в Польщі, у гміні Старґард Старгардського повіту Західнопоморського воєводства.
Населення — 74 особи (2011).
У 1975-1998 роках село належало до Щецинського воєводства.

## Демографія
Демографічна структура станом на 31 березня 2011 року:
|          | Загалом | Допрацездатний вік | Працездатний вік | Постпрацездатний вік |
| -------- | ------- | ------------------ | ---------------- | -------------------- |
| Чоловіки | 42      | 11                 | 30               | 1                    |
| Жінки    | 32      | 7                  | 19               | 6                    |
| Разом    | 74      | 18                 | 49               | 7                    |